# Hrvatski zavod za norme
Hrvatski zavod za norme (HZN) neovisna je javna ustanova nadležna za uređenje sustava normizacije u Republici Hrvatskoj. Sjedište Zavoda je u Zagrebu, u Ulici grada Vukovara 78. HZN osnovan je Uredbom Vlade Republike Hrvatske (NN 154/2004; NN 44/2005) temeljem Zakona o normizaciji (NN 163/2003) kao hrvatsko nacionalno normirno tijelo za obavljanje poslova i zadataka normizacije. HZN je osnovan radi ostvarivanja ovih ciljeva normizacije:
- povećanja razine sigurnosti proizvoda i procesa
- čuvanja zdravlja i života ljudi te zaštite okoliša
- promicanja kakvoće proizvoda procesa i usluga
- osiguravanja svrsishodne uporabe rada, materijala i energije
- poboljšanja proizvodne učinkovitosti i ograničenja raznolikosti
- osiguranja spojivosti i zamjenjivosti te otklanjanja tehničkih zapreka u međunarodnoj trgovini

## Povijest
Nakon osnivanja samostalne države Zakonom o preuzimanju zakona koji se u Republici Hrvatskoj primjenjuju kao republički zakoni (Zakon o standardizaciji, Zakon o mjernim jedinicama i mjerilima i Zakon o kontroli predmeta od dragocjenih kovina, NN 53/91) ovlaštenost za područje normizacije, potvrđivanja (certificiranja) i mjeriteljstva prenesena je s bivše države na Republiku Hrvatsku s primjenom od 8. listopada 1991. godine. Vlada Republike Hrvatske u prvo je vrijeme obavljanje poslova navedenih područja povjerila Ministarstvu znanosti i tehnologije, a utemeljenjem Republičkog zavoda za normizaciju i mjeriteljstvo (NN 73/91) te je poslove preuzeo Zavod kojemu se Zakonom o ustrojstvu i djelokrugu ministarstva i drugih organa državne uprave (NN 55/92) naziv mijenja u Državni zavod za normizaciju i mjeriteljstvo (DZNM). DZNM je osnivanjem 1992. godine objedinio aktivnosti u području normizacije, mjeriteljstva i akreditacije odnosno “institucijsku infrastrukturu za kvalitetu”. Takav pristup je na početku omogućio efikasan i racionalan rad i brzi institucijski razvoj. DZNM je tokom 90-tih uspio uspostaviti izvrsne odnose sa svjetskim i europskim organizacijama u području normizacije, akreditacije i mjeriteljstva kao i intenzivnu suradnju s mnogim nacionalnim institucijama u Europi. U europskim organizacijama postignuto je pridruženo članstvo koje se prije ulaska Hrvatske u EU mora pretvoriti u punopravno članstvo uz ispunjavanje za to potrebnih uvjeta. Sporazumom o stabilizaciji i pridruživanju (članak 73.) Republika Hrvatska obvezala se na poduzimanje mjera kako bi postupno postigla usklađenost s tehničkim propisima Zajednice i europskom normizacijom, mjeriteljstvom i akreditacijom te postupcima za ocjenu sukladnosti. U skladu s Nacionalnim programom Republike Hrvatske za pridruživanje Europskoj uniji za 2003. godinu u rujnu 2003. godine donesen je Zakon o tehničkim zahtjevima za proizvode i ocjenu sukladnosti kao dio novoga tehničkoga zakonodavstva i osnovni zakon kojim je navedeno odvajanje funkcija. Zakon o općoj sigurnosti proizvoda kojim je u hrvatsko zakonodavstvo prenesena europska direktiva o općoj sigurnosti proizvoda te posebni zakoni kojima se uređuju područja normizacije, mjeriteljstva i akreditacije. Hrvatski zavod za norme (HZN) osnovala je Vlada Republike Hrvatske u listopadu 2004. godine na temelju Zakona o normizaciji kao nacionalno normirno tijelo Republike Hrvatske. Osnivanje HZN-a kao javne ustanove izvan sustava državne uprave dio je procesa usklađivanja infrastukture za kvalitetu Republike Hrvatske sa zahtjevima za članstvo u Europskoj uniji i jedan od rezultata odvajanja funkcija u skladu s donesenim zakonima.

## Članstvo u HZN-u
Članstvo u HZN-u može biti redovito i promatračko. Postoji više vrsta članstva, a to su: pravna osoba koja ostvaruje dobit, pravna osoba koja ne ostvaruje dobit (javne ustanove, strukovne komore i udruženja, strukovna društva, škole, fakulteti i slično), obrt – fizička osoba, fizička osoba – pojedinac. HZN predstavlja interese preko 400 prijavljenih članova te okuplja oko 2000 stručnjaka koji aktivno sudjeluju u radu tehničkih odbora HZN TO-a. Neka prava redovitih članova HZN-a:
- redovita obaviještenost o radu HZN-a
- mogućnost uključivanja u rad tehničkih tijela europskih i merđunarodnih organizacija za normizaciju
- popust kod kupnje hrvatskih norma
- popust na cijene seminara i programa izobrazbe u organizaciji HZN-a
- korištenje podataka o članstvu u HZN-u za vlastite promotivne svrhe i sl.

## Međunarodna suradnja
Hrvatski zavod za norme svojim članstvom u međunarodnim i europskim organizacijama osigurava trajnu dostupnost međunarodnih i europskih norma u Republici Hrvatskoj i pravo na njihovo prihvaćanje na nacionalnoj razini, ali i pravo na sudjelovanje hrvatskih predstavnika u izradbi norma na međunarodnoj i europskoj razini.
Hrvatski zavod za norme je član: 
Međunarodne organizacije za normizaciju (ISO) 
Međunarodnog elektrotehničkog povjerenstva (IEC) 
Europskog odbora za normizaciju (CEN) 
Europskog odbora za elektrotehničku normizaciju (CENELEC) 
Europskog instituta za telekomunikacijske norme (ETSI) (status: NSO member) 
Hrvatski zavod za norme obavlja poslove informativne središnjice za Sporazum o tehničkim zaprekama u trgovini Svjetske trgovinske organizacije i poslove kontaktne točke za Codex Alimentarius.

### Aktivnosti na međunarodnom planu
Na temelju zajedničke inicijative za izmjenu troslovne oznake za hrvatski jezik, međunarodno tijelo ISO 639-2 Registration Authority i njegovo savjetodavno tijelo Joint Advisory Committee donijelo je odluku kojom se odbacuje daljnja upotreba oznaka “scr” za hrvatski i “scc” za srpski jezik te određuju oznake hrv za hrvatski i srp za srpski jezik kao jedine preporučene oznake i za bibliografsku i za terminološku primjenu. 
Inicijativu su početkom 2008. godine zajednički pokrenule Nacionalna i sveučilišna knjižnica u Zagrebu, Hrvatski zavod za norme, Narodna biblioteka Srbije i Institut za standardizaciju Srbije, tražeći da se troslovne oznake hrvatskoga i srpskoga jezika iz norme ISO 369-2 za bibliografsku upotrebu izmijene i usklade s oznakama u ostalim dijelovima norme ISO 639. 
Službenim dopisom od 17. lipnja 2008. godine, ISO 639-2 Registration Authority potvrđuje prihvaćanje zajedničkog zahtjeva, a odluka se primjenjuje službenom objavom izmjena u tablici za oznake jezika od 28. lipnja 2008. 
Oznake “scr” i “scc” u postojećim bibliografskim zapisima i dalje su važeće te ih se neće mijenjati u budućnosti. 
Za sve nove bibliografske zapise preporuča se upotreba novih oznaka za jezike: hrv za hrvatski jezik i srp za srpski jezik.
Primjena novoga koda omogućit će jednoznačnu identifikaciju hrvatskih fondova u svjetskim knjižnicama i međunarodnim bibliografskim bazama podataka. Time je ostvareno veliko postignuće za hrvatsku pisanu riječ, a hrvatski jezik, to najvažnije obilježje hrvatskoga nacionalnog identiteta, dobio je ravnopravan međunarodni suvereni položaj.

## Hrvatske norme
Hrvatska norma (HRN) je norma dostupna javnosti koju je prihvatio Hrvatski zavod za norme.
U Hrvatskome zavodu za norme izrađuju se i objavljuju ove vrste dokumenata dostupnih javnosti:
- hrvatska norma, HRN
- hrvatska prednorma, HRS ENV
- hrvatska tehnička specifikacija, HRS
- hrvatski tehnički izvještaj, HRI
- amandman, A
- ispravak, Ispr.
- HZN upute, HRU

Naziv normativni dokument rodni je naziv koji obuhvaća dokumente kao što su norme, tehničke
specifikacije, kodeks dobre prakse i propise.
Dokumenti koje objavljuje HZN mogu biti izvorni hrvatski dokumenti i hrvatski dokumenti koji nastaju prihvaćanjem međunarodnih, europskih i dokumenata normirnih tijela drugih država.

### Vrste norma
- osnovna norma
- norma kojom se obuhvaća široko područje ili koja sadrži opće odredbe za koje posebno područje

NAPOMENA: Osnovna norma može se upotrebljavati kao norma za izravnu primjenu ili kao osnova za druge norme.
- terminološka norma
- norma koja utvrđuje nazive, obično praćene njihovim definicijama i, katkad, objašnjenjima, crtežima, primjerima itd.
- norma za ispitivanje
- norma koja se odnosi na metode ispitivanja, katkad dopunjena drugim odredbama koje se odnose na ispitivanja, kao što su uzorkovanje, uporaba statističkih metoda ili redoslijed ispitivanja
- norma za proizvod
- norma koja utvrđuje zahtjeve koje mora zadovoljiti koji proizvod ili skupina proizvoda da bi se osigurala njegova/njihova prikladnost

NAPOMENA 1: Norma za proizvod može osim zahtjeva za postizanje prikladnosti izravno ili upućivanjem na druge norme sadržavati odredbe o nazivlju, uzorkovanju, ispitivanju, pakiranju i označivanju te katkad zahtjeve za procese.
NAPOMENA 2: Norma za proizvod može biti potpuna ili nepotpuna, ovisno o tome utvrđuje li sve potrebne zahtjeve ili samo neke. U tome smislu mogu se razlikovati norme kao što su dimenzijske norme, norme o gradivima i tehničke norme za isporuku.
- norma za proces
- norma koja utvrđuje zahtjeve što ih mora ispuniti koji proces kako bi se osigurala njegova prikladnost
- norma za uslugu
- norma koja utvrđuje zahtjeve što ih mora ispuniti koja usluga kako bi se osigurala njezina prikladnost

NAPOMENA: Norme za usluge mogu se donijeti za područja kao što su praonice rublja, hotelijerstvo, prijevoz, održavanje vozila, telekomunikacije, osiguranje, bankarstvo, trgovina itd.
- norma za sučelje
- norma koja utvrđuje zahtjeve koji se odnose na spojivost proizvoda ili sustava u njihovim spojnim točkama
- norma o potrebnim podacima

## Normizacija
Normizacija je djelatnost uspostavljanja odredaba za opću i višekratnu uporabu koje se odnose na postojeće ili moguće probleme radi postizanja najboljeg stupnja uređenosti u danome kontekstu. Ta se djelatnost u prvome redu sastoji od oblikovanja, izdavanja i primjene norma.
Ciljevi su normizacije osiguranje prikladnosti kojega proizvoda, procesa ili usluge da u određenim uvjetima služi svojoj namjeni, ograničivanje raznolikosti izborom optimalnoga broja tipova ili veličina, osiguravanje spojivosti različitih proizvoda, zaštita zdravlja, sigurnost, zaštita okoliša itd.
Načela normizacije
- Konsenzus

Osnovno načelo normizacije je konsenzus.
Konsenzus - opće slaganje koje se odlikuje odsutnošću čvrstoga protivljenja bitnim sadržajima od strane znatnoga dijela interesnih skupina i procesom u kojem se nastoje uzeti u obzir gledišta svih zainteresiranih strana te uskladiti oprečna stajališta NAPOMENA: Konsenzus nužno ne znači jednoglasnost. 
- Uključivanje svih zainteresiranih strana

Demokratski postupak pripreme norma pretpostavlja uključivanje svih zainteresiranih strana koje imaju pravo sudjelovati i dati svoj doprinos izradbi norme kako bi je dragovoljno primijenili. 
- Javnost rada

Postupak pripreme norma mora biti dostupan javnosti od svojega početka i u svim fazama. O početku pripreme koje norme, o tijelu koje je priprema, o dokumentu koji služi kao osnova za njezinu pripremu i o fazama pripreme (rasprava o nacrtu norme, izdavanje norme) javnost mora biti obaviještena na odgovarajući način.
- Stupanj razvoja tehnike

Norma definira “stanje tehnike” – stupanj razvoja tehnike u danome vremenu utemeljen na provjerenim znanstvenim, tehničkim i iskustvenim spoznajama.
- Koherentnost zbirke norma

Zbirka norma mora biti koherentna, norme ne mogu biti proturječne (donošenjem nove norme za koji predmet stara se norma povlači). 

## Autorska prava na hrvatske norme
U skladu s člankom 10. i 13. Zakona o normizaciji hrvatske norme, drugi hrvatski dokumenti dostupni javnosti i publikacije izdaju se kao posebne publikacije i zaštićene su u skladu sa zakonom te nacionalnim i međunarodnim propisima o autorskim pravima. Sva autorska prava i prava uporabe norma i drugih dokumenata dostupnih javnosti i publikacija koje izdaje HZN pripadaju Hrvatskome zavodu za norme. Zabranjeno je umnožavanje hrvatskih norma u bilo kojem obliku bez pisane dozvole HZN-a.

## Vanjske poveznice
- Hrvatski zavod za norme
- Međunarodna organizacija za normizaciju
- Europski odbor za normizaciju  Arhivirana inačica izvorne stranice od 10. veljače 2010. (Wayback Machine)
- Europski odbor za elektrotehničku normizaciju  Arhivirana inačica izvorne stranice od 21. prosinca 2012. (Wayback Machine)
- Njemački institut za normizaciju[neaktivna poveznica]
- Britanski institut za norme